# Sursum corda
Sursum corda (Verheft het hart) is het begin van de prefatie in de Katholieke mis en een onderdeel van de avondmaalsviering in calvinistische kerken. Het betreft een dialoog tussen de priester en de gelovigen aan het begin van de prefatie van de heilige mis.

## Tekst van de dialoog
Priester: Dominus vobiscum. (letterlijk: De Heer zij met u)  
Volk: Et cum spiritu tuo. (letterlijk: En met uw geest)
Priester: Sursum corda. (letterlijk: Verheft uw hart)    
Volk: Habemus ad Dominum. (letterlijk: Wij hebben het verheven naar de Heer)
Priester: Gratias agamus Domino Deo nostro. (letterlijk: Laten wij onze Heer God dank zeggen)   
Volk: Dignum et iustum est. (letterlijk: Het is waardig en rechtvaardig)
De vertaling uit het Nederlandstalig missaal:
Priester: De Heer zij met u. (Of: De Heer zal bij u zijn.)
Volk: En met uw geest. (Of: De Heer zal u bewaren.)
Priester: Verheft uw hart.  
Volk: Wij zijn met ons hart bij de Heer.
Priester: Brengen wij dank aan de Heer onze God.  
Volk: Hij is onze dankbaarheid waardig.